# Jean-André Barrailh
Jean-André Barrailh, né le 13 avril 1672 à Monclar d'Agenais et mort le 25 août 1762 à Paris ou à Rochefort, est un officier de marine français des XVIIe et XVIIIe siècles. Malgré son origine roturière, il entre dans la Marine royale et parvient au grade de vice-amiral de la flotte du Levant, deuxième grade le plus élevé à l'époque, en dessous de l'Amiral de France.

## Biographie

### Origines et famille
Jean-André Barrailh est le fils de Jean de Barrailh « juge seigneurial de Monclar d'Agenais » de 1661 à 1693 et de Jeanne Glory qui lui apporte la métairie du même nom. Originaire du Lot-et-Garonne, la famille Barrailh est d'origine roturière.
Le frère de Jean de Barrailh se lie au duc de Lauzun et à la Grande Mademoiselle dont il devient le confident. C'est grâce à lui que le jeune Jean-André pourra entrer dans la Marine royale en 1689, un corps au sein duquel les postes d'officiers sont alors réservée aux membres de l'aristocratie.
Il est d'ailleurs possible que Jean-André Barrailh, âgé de 17 ans en 1688, ait été à bord du bâtiment de Lauzun qui fait passer en France la reine d'Angleterre et le prince de Galles.

### Carrière dans la marine royale
Garde de la marine à Toulon le 1er mars 1689, au début de la guerre de la Ligue d'Augsbourg, Barrailh « se distingua par son zèle et par sa valeur dès sa première Jeunesse an diverses occasions ». En 1689, il sert sur Le Solide, en 1690 sur L’Éole et en 1691 sur Le Fidèle.
Enseigne de vaisseau le 1er janvier 1692, il est à la bataille de Barfleur au mois de mai. Cependant, le 17 mai 1692, il est cassé de son grade pour avoir tué vilainement un habitant de Leninoy à Brest. Rétabli dans son grade le 28 mai 1693, l'apostille « homme zélé mais violent et entreprenant », accompagne désormais son nom. En outre, « fort protégé et soutenu par M. Pellerin père », il va faire carrière, comme Massiac, protégé aussi de Pellerln puis de Gourdan, grâce à l'appui des bureaux de la marine.
En 1693, il sert sur Le Jersey, puis sur Le Mignon, dans l'escadre de Tourville. Il écrira par la suite : 

« A la déroute de la flotte de Smyme et à la prise de plusieurs vaisseaux de guerre et de navires marchands qu'on brûla à la cote, j'eus le bonheur de brûler avec la chaloupe du vaisseau le Mignon. sur lequel j'étais armé, une frégate anglaise qui s'était réfugiée sous les murailles de Cadix, malgré le feu du canon que la ville et la frégate firent sur moi. &., le maréchal de Tourville et toute l'armée furent témoins de cette action, et j'en fus très louangé… Je passai cette même année, sur le même vaisseau, au département de Dunkerque, et j'allai au port de Flèque, en Norwège, joindre l'escadre de M. Jean Bart, avec lequel j'ai servi jusqu'à la paix, et me suis trouvé à tous les combats qu'il a rendus, et, notamment à la prise de la flotte de blé, où je fus blessé. »

Il s'agit du combat du Texel (29 juin 1694). Barrailh avait quitté Le Mignon et servait comme enseigne sur Le Jersey, commandé par un compatriote, de Pontac. Il se bat vaillamment et reçoit une blessure. En septembre, de cette même année, les Anglais bloquent Dunkerque. Ils veulent brûler les têtes des jetées et boucher l'entrée du port. Ils ont réuni un grand nombre de galiotes à bombes et de machines infernales. Mais la défense est vigoureuse. Jean Bart, à la tète de six barques longues et de onze chaloupes, doit détourner les machines lancées contre les jetées. De Barrailh commande une des onze chaloupes. Il a raconté la part prise par lui a la défense et son récit est corroboré et complété par celui du maréchal de Villeroy. publié par M. Malo. Il écrit : 

« En 1694, je commandai une chaloupe au bombardement de Dunkerque, avec laquelle j'abordai la troisième machine, toute en feu, que les ennemis envoyèrent sur le fort des jetées et ne la quittai qu'après l'avoir fait échouer. Les deux premières avaient sauté par le feu du canon du fort de l'Espérance, le plus avancé de la rade (commandé par de Pontac). Je fus aussi le seul, le lendemain, qui donnai chasse aux chaloupes, que les ennemis avaient employées pour secourir un des vaisseaux qui avaient soutenu les galiotes pendant le bombardement, et qui s'était échoué sur le banc qui forme la rade. Le comte d'Esslingue fut le brûler en leur présence. Quant à moi, je fus assez heureux pour prendre une chaloupe, entre le vaisseau échoué et sept autres frégates, dont le feu fut si vif, que je reçus treize coups de canons ou de mitraille dans le pavillon de la mienne. »

Le 13 octobre suivant, Barrailh part avec l'escadre de Jean Bart. Après une campagne très dure, l'escadre rentre au port ramenant seize vaisseaux chargés de blé, les équipages étaient décimés par la maladie. Barrailh prend part à la défense de Dunkerque en 1695. L'année suivante, il fait croisière en qualité d'enseigne en second, sur le vaisseau Le Comte, commandé par Salaberry de Benneville. Au mois d'août 1697, Jean Bart reçoit l'ordre de prendre à son bord François-Louis de Bourbon, prince de Conti, qui doit aller en Pologne pour y chercher un royaume. Le 6 septembre, le prince embarque, et l'escadre, composée de cinq frégates, met à la voile. Elle est suivie de trois corvettes la Volage, la Nymphe, la Flèche, cette dernière est commandée par de Barrailh. Jean Bart, malgré l'étroite surveillance dont il est l'objet, sort de Dunkerque, et, déliant toute poursuite, arrive à Copenhague Il renvoie alors les corvettes pour porter des nouvelles. La Flèche joue de malheur. Elle dut soutenir un combat très vif, contre une pinasse hollandaise de 30 canons, et perdit 15 hommes. Un peu plus lard, un coup de temps la jette sur le Dogger Bank, où elle s'ouvre par l'avant. Elle se réfugie dans la Meuse, « mais elle tombe sous les grappins d'urne frégate anglaise de 10 canons, qui la prend, garde le capitaine de Barailh et renvoie l'équipage à Rotterdam. De Barailh eut heureusement le temps de jeter à la mer le paquet de lettres dont il était porteur » (Malo). En 1700, on le retrouve à Rochefort, capitaine de L’Éveillé.
Sa carrière se continue longue et brillante. Il navigue sur toutes les mers du globe, même en mer Baltique où il avait participé à la défense des intérêts de Stanislas Leczinski pendant la guerre de Succession de Pologne. Il s'était surtout distingué auprès du prince Henry-Benoit d'York, frère du prétendant Stuart qui devait passer en Angleterre.
Chef d'escadre des armées navales en 1741, il est promu lieutenant général des armées navales en 1750.
Fâché des lenteurs de son avancement, Barrailh écrit dans sa vieillesse, en 1753 : « Je fus sacrifié au ressentiment qu'on avait pour mon protecteur », Lauzun, qu'il ne cite pas. Il est pourtant nommé vice-amiral de la flotte du Levant le 15 août 1753, en remplacement de Pierre de Blouet de Camilly, décédé la même année, et il est décoré de la grand'croix de l'Ordre royal et militaire de Saint-Louis en 1754.
Il décède le 25 août 1762 à Paris ou à Rochefort, à l'âge de 91 ans, dont 72 ans de service dans l'armée.

### Sources et bibliographie
- Michel Vergé-Franceschi, Les Officiers généraux de la Marine royale : 1715-1774, Paris, Librairie de l'Inde, 1990, 383 p. (ISBN 2-905455-04-7), p. 28 et suiv.
- Michel Vergé-Franceschi, La Marine française au XVIIIe siècle : guerres, administration, exploration, Paris, SEDES, coll. « Regards sur l'histoire », 1996, 451 p. (ISBN 2-7181-9503-7)
- Michel Vergé-Franceschi (dir.), Dictionnaire d'histoire maritime, Paris, éditions Robert Laffont, coll. « Bouquins », 2002, 1508 p. (ISBN 2-221-08751-8 et 2-221-09744-0, BNF 38825325)
- Étienne Taillemite, Dictionnaire des marins français, Paris, Tallandier, coll. « Dictionnaires », octobre 2002, 537 p. [détail de l’édition] (ISBN 978-2847340082)
- Rémi Monaque, Une histoire de la marine de guerre française, Paris, éditions Perrin, 2016, 526 p. (ISBN 978-2-262-03715-4)
- Charles La Roncière, Histoire de la Marine française : La crépuscule du Grand règne, l’apogée de la Guerre de Course, t. 6, Paris, Plon, 1932, 674 p. (lire en ligne)
- Georges Lacour-Gayet, La Marine militaire de la France sous le règne de Louis XV, Honoré Champion éditeur, 1902, édition revue et augmentée en 1910 (lire en ligne)
- Revue de l'Agenais, vol. 43, 1916 (lire en ligne), p. 373
- acte de naissance aux ARCHIVES DEPARTEMENTALES de MONCLAR D AGENAIS, Lot et Garonne,, années 1669-1691___ page 54